# Орегонская лесная полёвка
Орегонская лесная полёвка варианты:  западная лесная полёвка, калифорнийская рыжая полёвка, (лат. Myodes californicus)  вид лесных полёвок (Myodes) подсемейства Arvicolinae. Встречается в Калифорнии и Орегоне в США и обитает в основном в хвойных лесах. Цвет тела каштаново-коричневый или коричневый с примесью значительного количества черных волос, постепенно светлеющих по бокам и переходящего в охристо-серый живот с крайне нечеткой красноватой полосой на спине и двухцветным хвостом примерно в половину длины тела. 

## Таксономия
Орегонская лесная полёвка была первоначально описана К. Хартом Мерриамом под её первоначальным научным названием Evotomys californicus. Типовой экземпляр был добыт недалеко от Юрики, Калифорния. Это был взрослый самец, собранный Теодором Шерманом Палмером 3 июня 1889 г..
Долгое время латинское название этого вида было: Clethrionomys occidentalis. Но было показано, что формы, живущие к северу от реки Колумбия Evotomys occidentalis Merriam, 1890 Evotomys caurinus V. Bailey, 1898, сходные по окраске с орегонской лесной полёвкой, в действительности принадлежат полёвке Гаппера.

## Описание
Длина тела колеблется от 121–165 мм, длина хвоста 34–56 мм, длина стопы 17–21 мм, и ушной раковины 10–14 мм.  
Этот вид близко родственен полёвке Гаппара (Myodes gapperi), которая обитает к северу и востоку от ареала этого вида. Она более ярко рыжая, с более резко двухцветным хвостом. И хорошо различаются по рыжеватой полосе на спине у полёвки Гаппера.  Орегонская полевка также имеет характерные отличия в анатомии твердого нёба.

## Распространение и места обитания
Этот вид встречается только в северной Калифорнии и западном Орегоне в Соединенных Штатах. Северная граница проходит по левому берегу реки Колумбия и простирается на юг до калифорнийского посёлка Казадеро (точнее 7 км к западу от Казадеро). С запада на восток ареал распространяется от водораздела Каскадного хребта на востоке до побережья Тихого океана. Обитает эта полёвка преимущественно в хвойных лесах.

## Поведение и экология
Орегонская лесная полёвка живет в основном под землей в обширных системах нор. Питается преимущественно подземными плодовыми телами грибов. Эти микоризные грибы - симбионты лесных деревьев вокруг него. Rhizopogon vinicolor является одним из таких растений, который ассоциируется с пихтой Дугласа (Pseudotsuga spp.). Плодоношение гриба происходит в хорошо разложившейся древесине, когда истощаются питательные вещества. Поскольку плодовые тела находятся под землей, споры не попадают в воздух, как у большинства видов грибов. Однако споры обнаруживаются в помете полевок и откладываются по всем норам, что позволяет грибку распространяться и образовывать ассоциации с незараженными деревьями. Было обнаружено, что в сплошном лесу, где вся валежная древесина и обрезки удалены, микориза перестает плодоносить, популяция полевок вымирает, а недавно посаженные деревья перестают расти. Это пример трехстороннего симбиоза. Полевка получает пищу от гриба и разносит его споры. Гриб получает продукты фотосинтеза из дерева, которое извлекает пользу из питательных веществ, производимых грибом. 
Орегонская лесная полёвка, как обитатель старовозрастных лесов, играет важную роль как объект добычи для ряда хищных видов. Для северной пятнистой совы западные лесные полёвки являются одним из пяти основных видов добычи . Красная древесная полёвка, северная летяга и орегонская полёвка составляют более 75% рациона этой совы. 
Рацион полёвки меняется в зависимости от мест обитания. На возвышенностях они подвержены более широкому диапазону изменений климатических условий. В таких условиях они едят более разнообразную диету по сравнению с тем, что они едят в более умеренных условиях на более низких высотах. 
Ископаемые останки не обнаружены. 
Вид размножается с февраля по ноябрь на склонах Каскадных гор в северном Орегоне, а также круглый год к западу от водораздела Каскадных гор. В помете от 2 до 7 детенышей, продолжительность беременности около 18 дней.

## Статус, угрозы и охрана
Согласно МСОП, статус сохранения вида вызывает «наименьшее беспокойство». Обоснование этого состоит в том, что никаких серьезных угроз для этого обычного животного с широко распространенным географическим ареалом не выявлено. 
В районах, где популяции полёвок живут в непосредственной близости от промышленных зон, полёвки используются в качестве биологического индикатора для мониторинга загрязнения окружающей среды, особенно стойких органических загрязнителей, таких как полихлорированные дифенилы, которые накапливаются в жировых тканях полёвок.